# Catagoniaceae
Catagoniaceae, porodica pravih mahovina u redu Hypnales. Sastoji se od dva roda

## Rodovi
1. Catagonium Müll. Hal. ex Broth.
2. Eucatagonium M. Fleisch. ex Broth.